# エイディン・ミンクス
エイディン・ミンクス（Aedin Mincks、2000年10月10日 - ）は、アメリカ合衆国の俳優。ジョージア州出身。

## 出演作品
- テッド（ロバート）
- 天才学級アント・ファーム（アンガス・チェストナット）